# Hoz de Arreba
Hoz de Arreba es una localidad española de la comarca burgalesa de Las Merindades. Está situada al pie de las sierras calcáreas de las Torres y Munilla, en la cabecera del valle de Manzanedo y atravesada por el río Trifón, afluente del Ebro.
El topónimo Hoz podría estar determinado por la situación del caserío, en la parte alta de un valle rodeado por murallas pétreas, o por ser cabeza de alfoz (demarcaión administrativa), pues ambas circunstancias se dan en este caso. En cuanto a Arreba, no consta ningún estudio etimológico de consideración. Una posibilidad es la del origen latino, ya que desde la Baja Edad Media se ha registrado el topónimo Repa o Ripa -del latín ripa, ribera- para esta lugar, que se encuentra en efecto, en la ribera del río Trifón. En documentación de 1754 aparece como "Oz de Arriua", u Hoz de Arriba, lo que deja más claro tal vez el origen del topónimo.
La densidad de habitantes de Hoz de Arreba en 2013 sitúa a este pueblo por debajo del umbral del índice de desertización poblacional en zonas de montaña (12 hab/km²).

## Demografía
| Gráfica de evolución demográfica de La Hoz de Areba entre 1842 y 1920 |
| |
| Población de derecho según los censos de población del INE. Población de hecho según los censos de población del INE.En estos censos se denominaba Valle de la Hoz de Areba: 1860, 1877, 1887, 1897, 1900, 1910 y 1920. Entre el censo de 1930 y el anterior, este municipio desaparece porque se integra en el municipio Valle de Valdebezana. |

Evolución de la población
| Gráfica de evolución demográfica de Hoz de Arreba entre 2000 y 2017 |
|                                                                     |
| Población de derecho (2000-2017) según el padrón municipal del INE  |

## Historia
La población autóctona de este territorio es cántabra, y sufrió el ataque de Roma dirigido por el propio primer emperador romano, Augusto, desde su base en Sasamón. Posteriormente, durante la Reconquista, fue repoblado por el reino de Asturias, formando parte del condado de Castilla. El rey de Pamplona Sancho el Mayor anexionó a sus posesiones el condado de Castilla, aunque estos territorios fueron recuperados para Castilla poco después de su muerte, tras la batalla de Atapuerca.
Hubo en este lugar un monasterio, mencionado en el Becerro de las Behetrías, del que se tiene noticia por unos privilegios de Alfonso VIII y Fernando III por los que se confirmaba la cesión de dicho monasterio a la jurisdicción de Santa María de Rioseco
Así se describe a Hoz de Arreba en el tomo IX del Diccionario geográfico-estadístico-histórico de España y sus posesiones de Ultramar, obra impulsada por Pascual Madoz a mediados del siglo XIX:

Lugar con ayuntamiento en la provincia, diócesis, audiencia territorial y capitanía general de Burgos (14 leguas), partido judicial de Sedano (5). Situado entre dos cuestas que le dominan, donde reina con especialidad el viento N; su clima es frío, y las enfermedades más comunes son los constipados y tercianas. Tiene 28 casas inclusa la consistorial, una fuente dentro de la población y una iglesia parroquial matriz (San Juan), servida por un cura párroco, de presentación del Duque de Frías, y un sacristán. Confina el término N Pradilla; E Munilla; S Cubillos del Rojo, y O Soncillo. El terreno es de buena calidad, atravesándolo un riachuelo poco caudaloso, denominado Trifón, que nace a distancia de ¼ de legua, el cual baña varios pueblos, y después de una legua de curso, va a desaguar en el Ebro; hay también diferentes montes poblados de encinas y robles. Caminos: los vecinales; y la correspondencia se recibe de Soncillo por peatón, los lunes y viernes, saliendo los martes y sábados. Producciones: trigo, cebada, avena y legumbres; ganado lanar; caza de perdices en abundancia, palomas y liebres; y pesca de exquisitas truchas. Industria: la agrícola. Población: 15 vecinos, 56 almas. Capital productivo: 213.500 reales. Imponible: 19.873.
Diccionario geográfico-estadístico-histórico de España y sus posesiones de Ultramar

## Geología
Remontando el Trifón, y a una distancia de dos kilómetros, se llega a su nacimiento, como consecuencia de tres afloramientos kársticos (tres fuentes) de los que mana el agua. El paraje parece formar una gran dolina conocida como la Hoya de Piscarciano. La roca calcárea en la que el agua ha creado las simas está compuesta principalmente por materiales sedimentarios del Cretácico. Dichas simas parecen tener un gran desarrollo, del que está topografiado su primer tramo, de unos 1600 m.